# Cornimont
Cornimont là một xã trong vùng Grand Est, thuộc tỉnh Vosges, quận Épinal, tổng Saulxures-sur-Moselotte. Tọa độ địa lý của xã là 47° 57' vĩ độ bắc, 06° 49' kinh độ đông. Cornimont nằm trên độ cao trung bình là 525 mét trên mực nước biển, có điểm thấp nhất là 493 mét và điểm cao nhất là 1205 mét. Xã có diện tích 40,23 km², dân số vào thời điểm 1999 là 3861 người; mật độ dân số là 96 người/km².

## Thông tin nhân khẩu
| 1962  | 1968  | 1975  | 1982  | 1990  | 1999  |
| ----- | ----- | ----- | ----- | ----- | ----- |
| 4.984 | 5.021 | 5.211 | 4.556 | 4.042 | 3.861 |

## Các thành phố kết nghĩa
- Steinen (Baden), Đức

## Nhân vật nổi tiếng
- Hubert Curien (1924 - 2005), chính trị gia và là nhà vật lý học
- Christophe Mengin (sinh 1968), vận động viên đua xe đạp

## Địa điểm tham quan
- Viện bảo tàng Musée des Mille et une Racines
- Nhà thờ Chapelle du Brabant